# Vladimir Antipin
Vladimir Yurevič Antipin (in russo Влади́мир Ю́рьевич Анти́пин?; Temirtau, 18 aprile 1970) è un ex hockeista su ghiaccio kazako.
Anche il figlio Viktor Antipin è un hockeista su ghiaccio.

## Carriera
Con la nazionale kazaka ha preso parte a diverse edizioni dei campionati mondiali e a due edizioni dei Giochi olimpici invernali (1998 e 2006).